# Bács-Kiskun vármegyei 6. sz. országgyűlési egyéni választókerület
A Bács-Kiskun vármegyei 6. sz. országgyűlési egyéni választókerület egyike annak a 106 választókerületnek, amelyre a 2011. évi CCIII. törvény Magyarország területét felosztja, és amelyben a választópolgárok egy-egy országgyűlési képviselőt választhatnak. A választókerület nevének szabványos rövidítése: Bács-Kiskun 06. OEVK. Székhelye: Baja

## Területe
A választókerület az alábbi településeket foglalja magába:
1. Bácsbokod
2. Bácsborsód
3. Bácsszentgyörgy
4. Baja
5. Bátmonostor
6. Csátalja
7. Csávoly
8. Dávod
9. Dunafalva
10. Dusnok
11. Érsekcsanád
12. Érsekhalma
13. Fajsz
14. Felsőszentiván
15. Gara
16. Hercegszántó
17. Katymár
18. Madaras
19. Mátételke
20. Nagybaracska
21. Nemesnádudvar
22. Rém
23. Sükösd
24. Szeremle
25. Vaskút

## Országgyűlési képviselője
| Név          | Párt                                         | Párt        | Terminus | Megjegyzés                                   |
| ------------ | -------------------------------------------- | ----------- | -------- | -------------------------------------------- |
| Zsigó Róbert |                                              | Fidesz-KDNP | 2014 –   | A 2014-es országgyűlési választás eredménye: |
| Zsigó Róbert | A 2018-as országgyűlési választás eredménye: | Fidesz-KDNP | 2014 –   |                                              |
| Zsigó Róbert | A 2022-es országgyűlési választás eredménye: | Fidesz-KDNP | 2014 –   |                                              |

## Demográfiai profilja
| Iskolai végzettség                | Iskolai végzettség               | Iskolai végzettség | Iskolai végzettség | Iskolai végzettség |
| --------------------------------- | -------------------------------- | ------------------ | ------------------ | ------------------ |
|                                   |                                  |                    |                    | fő                 |
| Általános iskolát nem végezte el  | Általános iskolát nem végezte el |                    | 1692               | 1692               |
| Általános iskola                  | Általános iskola                 |                    | 13852              | 13852              |
| Szakmunkás                        | Szakmunkás                       |                    | 17349              | 17349              |
| Érettségi                         | Érettségi                        |                    | 18877              | 18877              |
| Diploma                           | Diploma                          |                    | 10015              | 10015              |
| A 2022. évi népszámlálás szerint. |                                  |                    |                    |                    |

A Bács-Kiskun vármegyei 6. sz. választókerület lakónépessége 2022. október 1-jén 73 653 fő volt. A 2011-es és a 2022-es népszámlálás között 8127 fővel csökkent a választókerület lakosság száma. A választókerületben a korösszetétel alapján a legtöbben a középkorúak élnek 26 566 fővel, míg a legkevesebben a gyermekek 17 336 fővel. A választókerület lakosságának a 79,8%-nál van internet elérési lehetőség.
A legmagasabb befejezett iskolai végzettség szerint a szakmunkás végzettséggel rendelkezők élnek a legtöbben 18 877 fő, utánuk a következő nagy csoport a szakmunkások 17 349 fővel.
Gazdasági aktivitás szerint a lakosság közel fele foglalkoztatott 33 022 fő, második legjelentősebb csoport az inaktív keresők, akik főleg nyugdíjasok 21 080 fővel.
A választókerület legjelentősebb nemzetiségi csoportja a német 2682 fő, illetve a horvát 1506 fő. Magyar állampolgársággal nem rendelkező külföldi állampolgárok aránya 1,1%.
Vallási összetétel szerint a választókerületben lakók legnagyobb vallása a római katolikus (26 413 fő), valamint jelentős közösség még a reformátusok (2212 fő). A vallási közösséghez nem tartozók száma szintén jelentős (6994 fő), a választókerületben a második legnagyobb csoport a római katolikus vallás után.

## Országgyűlési választások

### 2022
A 2022-es országgyűlési választáson az alábbi jelöltek indultak:
- Almási Terézia (Megoldás Mozgalom)
- Éberling Balázs (Mi Hazánk Mozgalom)
- Garami Artúr (Magyar Kétfarkú Kutya Párt)
- Kiss László (Egységben Magyarországért - Momentum Mozgalom)
- Zsigó Róbert (Fidesz-KDNP)

| Párt                             | Párt                   | Jelölt                 | Szavazatok | %     | ± %  |
| -------------------------------- | ---------------------- | ---------------------- | ---------- | ----- | ---- |
|                                  | Fidesz-KDNP            | Zsigó Róbert           | 23 835     | 54,45 | 4,79 |
|                                  | Jobbik                 | Grünfelder Zoltán      | 8203       | 18,74 | 1,25 |
|                                  | MSZP-Párbeszéd         | Hajdú Miklós           | 7880       | 18    | 7,63 |
|                                  | LMP                    | Ikotity István         | 2557       | 5,84  | 1,12 |
|                                  | Momentum               | Béni Kornél            | 728        | 1,66  | Új   |
|                                  | Munkáspárt             | Kalapos Mária          | 179        | 0,41  | 0,22 |
|                                  | Egyéb pártok           |                        | 395        | 0,9   | 0,78 |
| Megjelent                        | Megjelent              | Megjelent              | 44 265     | 65,75 | 9,05 |
| Választópolgárok száma           | Választópolgárok száma | Választópolgárok száma | 67 320     | 100   | 2,96 |
| A Fidesz-KDNP tartja a körzetet. |                        |                        |            |       |      |

| Párt                                | Párt                   | Jelölt                 | Szavazatok | %     |
| ----------------------------------- | ---------------------- | ---------------------- | ---------- | ----- |
|                                     | Fidesz-KDNP            | Zsigó Róbert           | 19 286     | 49,66 |
|                                     | Összefogás             | Teket Melinda          | 9954       | 25,63 |
|                                     | Jobbik                 | Mészáros István        | 6792       | 17,49 |
|                                     | LMP                    | Ikotity István         | 1835       | 4,72  |
|                                     | Munkáspárt             | Kalapos Mária          | 245        | 0,63  |
|                                     | Szociáldemokraták      | Radics Istvánné        | 74         | 0,19  |
|                                     | Egyéb pártok           |                        | 652        | 1,68  |
| Megjelent                           | Megjelent              | Megjelent              | 39 307     | 56,7  |
| Választópolgárok száma              | Választópolgárok száma | Választópolgárok száma | 69 319     | 100   |
| A Fidesz-KDNP nyeri meg a körzetet. |                        |                        |            |       |